# The Anarchist Cookbook
The Anarchist Cookbook ("O Livro de Receitas do Anarquista", em português), publicado em 1971 nos Estados Unidos, é um livro com instruções para a fabricação de explosivos, dispositivos phreakers, armas e drogas ilícitas, como o LSD. Foi escrito pelo norte-americano William Powell no ápice da era da contracultura em protesto ao envolvimento dos Estados Unidos na Guerra do Vietnã. Anos após a primeira publicação, Powell renunciou sua autoria e tentou por mais de quatro décadas tirar o livro de circulação. Apesar disto, The Anarchist Cookbook, conta com inúmeras edições e ainda continua a ser vendido.
A legalidade e o discurso do livro foram questionados em diversas instâncias. A obra foi investigada pelo FBI e denunciada por setores organizados do Anarquismo como uma paródia irresponsável das práticas anarquistas. Apesar de carregar "anarquista" no título, o livro não se relaciona com esta teoria e prática social, tampouco, seu autor assim se reinvindicou. A obra não deve ser confundida com Recipes for Disaster: An Anarchist Cookbook (Receitas para o desastre: um livro de receitas anarquistas, em português) publicado no ano de 2004 pela CrimethInc. O texto Anarchy Cookbook Version 2000, disponível na internet e creditado a Jolly Roger, também não deve ser confundido a obra de William Powell.

## História

### Criação
The Anarchist Cookbook foi escrito por William Powell entre os anos 1968 e 1969 e publicado em 1971, no ápice da era da contracultura. O autor, àquela altura com 19 anos, tinha por objetivo protestar contra o envolvimento dos Estados Unidos na Guerra do Vietnã. Naquela época, movimentos anti-guerra tomaram rumos mais radicalizados, divergindo do pacifismo e sendo responsáveis por ataques com bombas.
Powell pretendia se tornar escritor, mas decidiu politizar sua escrita quando foi convocado para a guerra. Se inspirou a escrever o livro depois de ter contato com veteranos do Vietnã durante o tempo que viveu na cidade de Nova York. O objetivo inicial do The Anarchist Cookbook era divulgar panfletos com "receitas" de como se fazer, por exemplo, coquetel molotov ou LSD. Essas "receitas" foram eventualmente adaptadas para compor um livro inteiro. A pesquisa de Powell para a escrita do texto se desenvolveu, principalmente, por meio de manuais do exército norte-americano disponíveis na Biblioteca Pública de Nova York. Além disso, o autor utilzou também textos como Boy Scout Handbook (Manual do Escoteiro, em inglês) e Fuck the System de Abbie Hoffman, bem como, livros anarquistas. O manuscrito inicial foi enviado a Lyle Stuart em 1970.

## William Powell
O autor do livro tinha 19 anos quando o livro foi lançado, em 1969, período de plena ebulição da contracultura e variadas convulsões sociais na América. passou o resto da vida recluso, vivendo bem longe dos Estados Unidos para evitar a notoriedade. Em 2016 Powell participou de um documentário intitulado "American Anarchist" onde fala do seu livro e do arrependimento de tê-lo escrito.